# Las fechas en la historia de México o el derecho a la cultura
Las fechas en la historia de México o el derecho a la cultura es un mural creado de 1952-1953 por el pintor David Alfaro Siqueiros. Este mural se encuentra en el muro norte del edificio del edificio de Rectoría, en Ciudad Universitaria, catalogada por la UNESCO como Patrimonio Mundial e icono de la UNAM

## Significado
El mural tiene plasmado unas manos entrelazadas que representan el esfuerzo del pueblo mexicano por tener acceso a la cultura. También hay una tercera mano en relieve que apunta a un libro abierto en el que están escritas las fechas más importantes en la historia de México. Estas fechas son: 1520 con la llegada de los españoles, el inicio de la Independencia en 1810, la primera Constitución Liberal en 1857, la Revolución Mexicana en 1910, finalmente Siqueiros dejó un 19?? fecha que simboliza la próxima revolución para México. Los signos de interrogación se modificaron dos veces 1968 y 1999 coyunturales para la Universidad Autónoma de México.

## Técnica
Es una escultopintura que contiene una base de metal cubierta con concreto, lo que lo hace susceptible a filtraciones de agua que se reflejan el exterior.